# Zygina rosea
Zygina rosea är en insektsart som först beskrevs av Flor 1861.  Zygina rosea ingår i släktet Zygina, och familjen dvärgstritar. Arten är reproducerande i Sverige.